# Partenariat international d'action sur le carbone
Le Partenariat international d'action sur le carbone (ICAP) a été créé le 29 octobre 2007 par un groupe de 15 des pays présents à Lisbonne pour lutter contre le réchauffement de la planète.

## Histoire
Le International Carbon Action Partnership (ICAP) offrira un cadre international au sein duquel les gouvernements et les pouvoirs publics qui adoptent des systèmes contraignants de plafonnement des émissions de gaz à effet de serre et d'échange de droits d'émission pourront partager leur expérience et mettre en commun les meilleures pratiques en matière de conception des systèmes d'échange de droits d'émission. Cette coopération garantira une meilleure compatibilité des programmes qui contribueront ensemble à la mise en place des fondements d'un marché mondial du carbone. Ce marché stimulera la demande de produits et de services à faible intensité de carbone, encouragera l'innovation et garantira des réductions économiquement avantageuses qui permettront de réduire rapidement et de façon sensible, à l'échelle mondiale, les émissions responsables du réchauffement de la planète.
Cet accord international et interrégional historique a été signé aujourd'hui[Quand ?] par les membres nord-américains (États-Unis et Canada) de la Western Climate Initiative (initiative occidentale pour le climat), les États du nord-est des États-Unis membres de la Regional Greenhouse Gas Initiative (Initiative régionale pour combattre les gaz à effet de serre), ainsi que par des membres européens dont le Royaume-Uni, l'Allemagne, le Portugal, la France, les Pays-Bas et la Commission européenne. La Nouvelle-Zélande et la Norvège s'y sont associées au titre de leurs programmes d'échange de droits d'émission.
Étaient présents au sommet le premier ministre portugais, José Sócrates, qui assure la présidence du Conseil de l'Union européenne, le président de la Commission européenne, José Manuel Barroso, le gouverneur du New Jersey, Jon Corzine, le gouverneur de New York, Eliot Spitzer, et le Premier ministre de la Colombie-Britannique, Gordon Campbell. Le premier ministre britannique, Gordon Brown, et le gouverneur de Californie, Arnold Schwarzenegger, y ont participé au moyen de messages vidéo.
ICAP ouvrira des voies de communication permettant l'échange d'informations utiles, notamment en matière de recherche, d'initiatives stratégiques, d'expérience acquise et d'évolutions. En collaborant à la définition de principes de conception similaires, les partenaires ICAP garantissent que les futurs systèmes de marchés, couplés à une réglementation sous la forme de plafonds contraignants, stimuleront la demande mondiale de produits et de services à faible intensité de carbone, encourageront l'innovation et permettront d'obtenir des réductions des émissions mondiales le plus rapidement possible et au moindre coût.
Le nouveau partenariat soutient les efforts entrepris actuellement au titre de la convention-cadre des Nations unies sur les changements climatiques qui, de l'avis de tous les membres d'ICAP, a un rôle essentiel à jouer dans la lutte contre le réchauffement de la planète.
Le problème du réchauffement de la planète requiert une solution planétaire. ICAP contribuera à cette solution :
- en surveillant, en déclarant et en vérifiant de manière rigoureuse et précise les émissions et en s'efforçant de déterminer des sources fiables méritant d'être prises en compte dans un programme à l'échelle mondiale;

- en encourageant les approches communes et en renforçant la capacité d'association des partenaires de manière à élargir le marché mondial du carbone, en évitant les pertes;

- en créant une véritable incitation financière en faveur de l'innovation, du développement et de l'utilisation des technologies propres;

- en encourageant les investisseurs privés à choisir des projets et des technologies à faible intensité de carbone, en générant les flux de capitaux nécessaires pour assurer la transition vers une société produisant peu de carbone;

- en fournissant des mécanismes de mise en conformité souples garantissant des réductions fiables le plus rapidement possible et au moindre coût.

## Membres
En Novembre 2013, le partenariat compte 30 membres et 4 observateurs.

### Europe
Danemark, Commission européenne, France, Allemagne, Grèce, Irlande, Italie, Pays-Bas, Norvège, Portugal, Espagne, Grande-Bretagne

### Amérique du Nord
- Regional Greenhouse Gas Initiative

Maine, Maryland, Massachusetts, New York, Vermont
- Western Climate Initiative (WCI)

Colombie-Britannique, Californie, Manitoba, Ontario, Québec
- Autres juridictions nord-américaines

Arizona, New Jersey, Nouveau-Mexique, Oregon, Washington

### Asie pacifique
Australie, Nouvelle-Zélande, Tokyo Metropolitan Government (en)

### Membres observateurs
Japon, Kazakhstan, République de Corée, Ukraine